# Průhonice
Průhonice (deutsch Pruhonitz) ist eine Gemeinde im Okres Praha-západ (Bezirk Prag-West) mit zirka 2780 Einwohnern. Sie grenzt unmittelbar an den Verwaltungsbezirk 11 der tschechischen Hauptstadt Prag und liegt etwa 10 km südöstlich des Stadtzentrums. Durch Průhonice fließt der Botič (Botitzbach).

## Geschichte
Die Gegend von Průhonice war bereits in der Jungsteinzeit besiedelt, wie 1996 gemachte Funde aus der Linearbandkeramischen Kultur in der Siedlung  Komarov belegen.

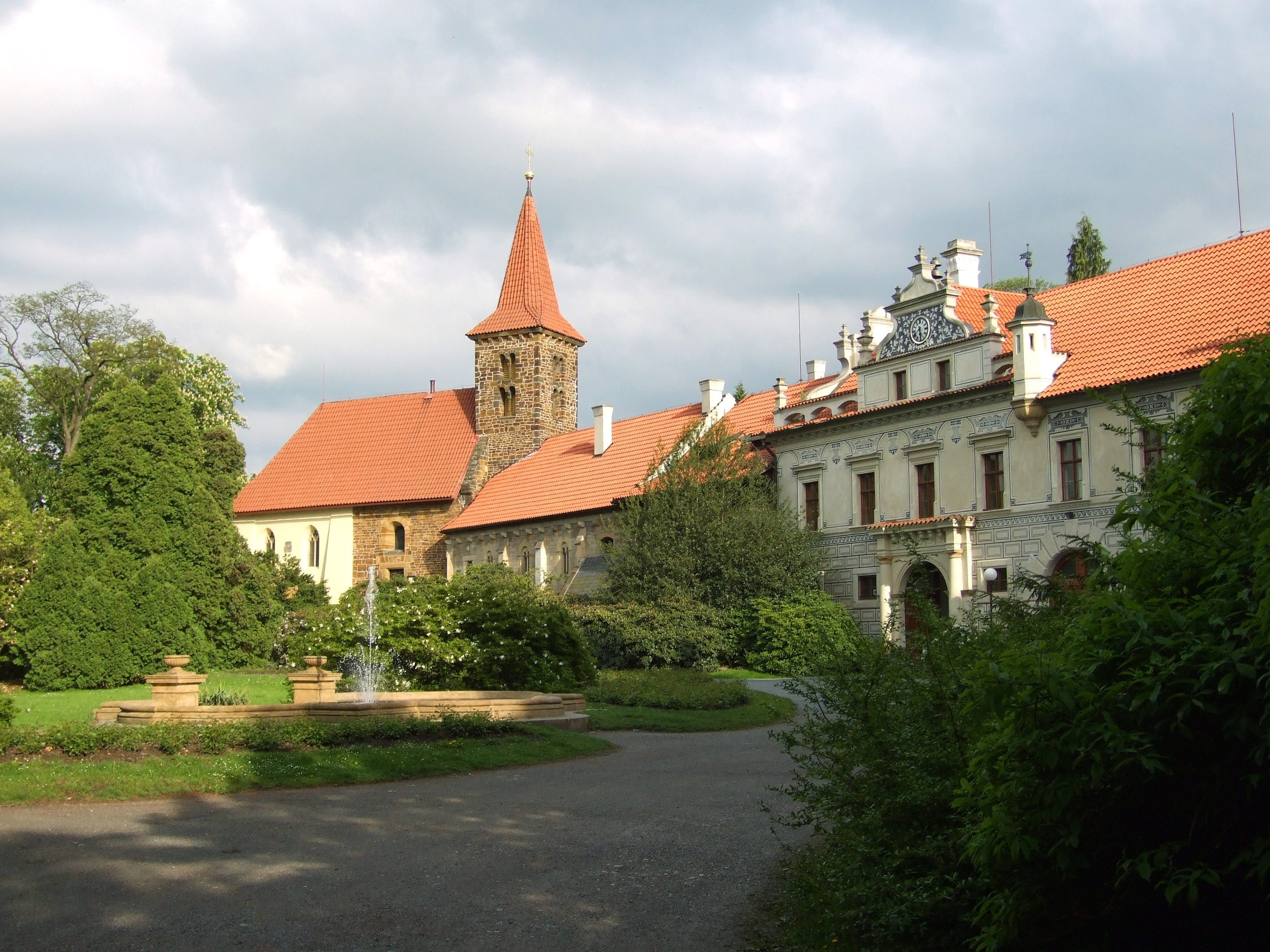
Průhonice

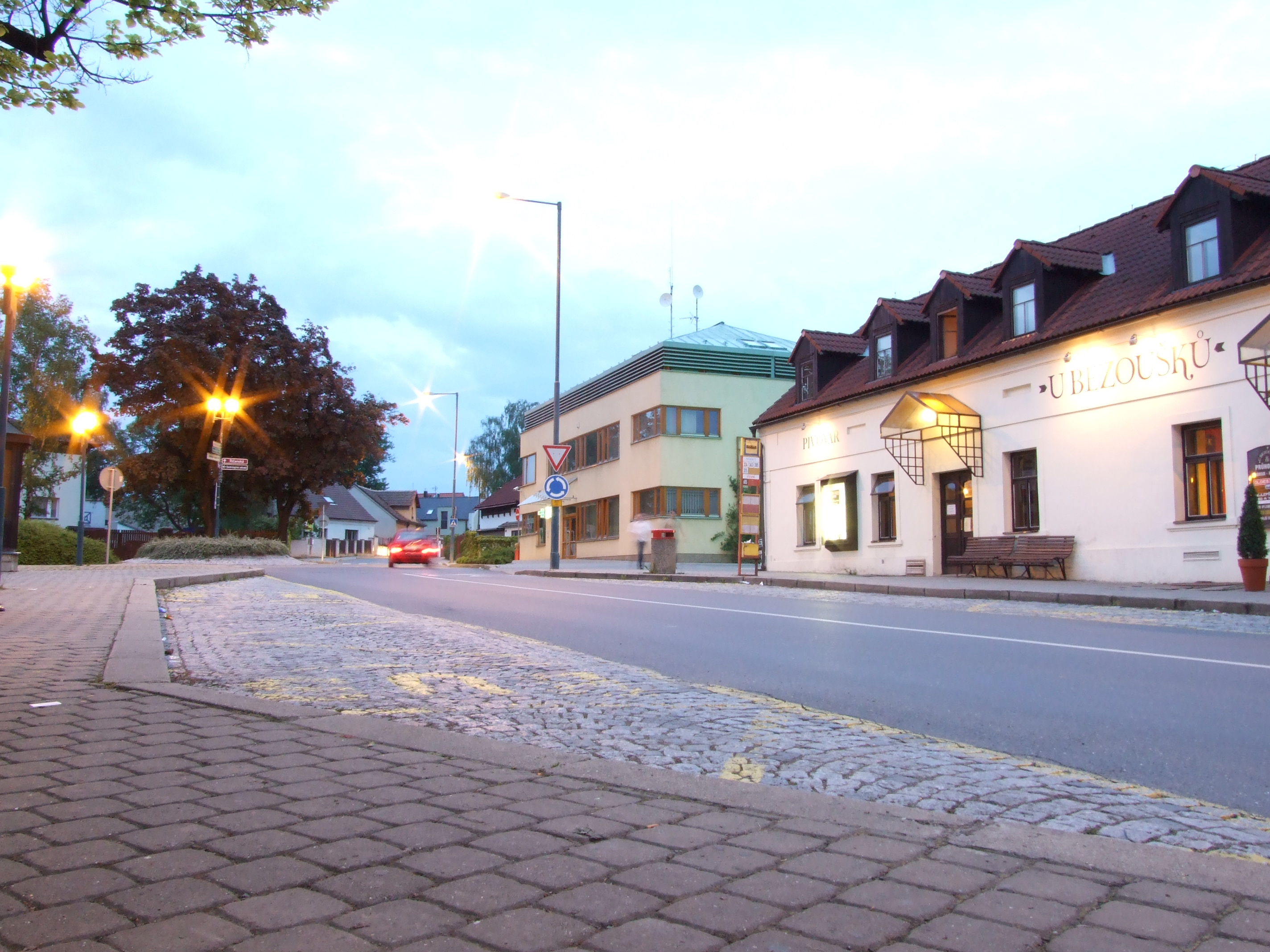

Erstmals schriftlich erwähnt wurde der Ort im Jahr 1187 im Zusammenhang mit der Weihe der romanischen Kirche Mariä Geburt.
Aus dem Jahr 1289 stammt der erste urkundliche Beleg für eine Burg, die westlich der Kirche errichtet wurde. Bereits 1270 war von einem Zdislav Ulrich Průhonice als Burggraf der Prager Burg berichtet worden. Die Entwicklung des Ortes ist nun eng an die der Burg Průhonice geknüpft, gehörte er doch zu dessen Gutsbesitz. Ab dem 13. Jahrhundert gibt es auch Aufzeichnungen über die Eigentümer von Burg und Dorf, erwähnt werden Zdislav Průhonice, Bohuslav von Průhonice und Zdislava von Počernice und Průhonic.
Andere Besitzer waren die Herren von Říčany, die auf einem Felsvorsprung über dem Bach eine neue Burg erbauten und die ursprüngliche romanische Kapelle erweiterten. Während ihrer Herrschaft über dieses Gebiet, das bis in die 1390er-Jahre andauerte, kam es im Dorf zu großem Wohlstand. Aus dieser Zeit stammen die gotischen Wandmalereien in der örtlichen Kapelle.
Im 16. Jahrhundert ließ ein anderer Besitzer der Herrschaft Průhonic, Ritter Zápských von Mat, die Burg zu einem Schloss im Renaissancestil erweitern.
Im 17. Jahrhundert befand sich die Herrschaft im Besitz des einflussreichen Reichshofrats Andreas Hannewaldt von Eckersdorf. Im Dorf bestanden sich eine Brauerei, Dorfschenke und Schmiede.
Im Zuge des Dreißigjährigen Krieges wurde Průhonice völlig zerstört. Den Wiederaufbau begannen die Besitzer der Herrschaft, Reichsrat Ritter Antonius Binago und dessen Sohn. Die nächsten Eigentümer, die Reichsgrafen Desfours, setzten ihn fort.
Nach 1800 wurde das Schloss von Johann Nepomuk von Nostitz-Rieneck umfangreich umgebaut, die Brauerei wurde stillgelegt und diente unter dem Namen  „kleine Burg“ als Unterkunft.
Nach einer Erhebung aus dem Jahr 1848 bestanden Průhonice in dieser Zeit aus 61 Häuser mit 479 Einwohnern und das Dorf Hole u Průhonic aus 23 Häuser mit 135 Einwohnern.
1872 wurde in Pruhonice die erste allgemeine Schule gegründet.
Unter dem Grafen Ernst Emanuel von Silva-Tarouca, einem begeisterten Gehölzkundler, wurde der Schlosspark auf 240 Hektar vergrößert, der davor mäandernde Botič zum Hochwasserschutz reguliert und über 40 Kilometer Straßen angelegt.
Heute unterliegt Průhonice einer dynamischen Entwicklung als Gemeinde am Rand der Großstadt Prag und Sitz einer Reihe von großen in- und ausländischen Unternehmen. Die Lage an der Autobahn bot die Grundlage für eine Reihe von Gewerbegebieten. Im Ort befindet sich auch der Hauptsitz der Tschechischen Höhlenverwaltung.

## Sehenswürdigkeiten
- Schloss Průhonice im Stil der Neorenaissance (Nationales Kulturdenkmal) entstanden aus einer gotischen Burg. Heute beherbergt es das Institut für Botanik der Tschechischen Akademie der Wissenschaften.
- Schlosspark - Ein Wegenetz von 23 km durchzieht das kunsthistorisch interessante Areal am Bach Botič und den Nebenflüssen Dobřejovického und Zdiměřického. Interessant sind mehr als 1600 Arten teils exotischer Bäume und die herausragende Sammlung von Rhododendren (über 8000 Exemplare von mehr als 100 verschiedenen Arten).
- Dendrologischer Garten des Forschungsinstituts für Landschafts- und Ziergartenarbeit - Auf einer Fläche von 73 Hektar wachsen über 5000 Arten von Gehölzen und Stauden, damit eine der größten Sammlungen von Zierpflanzen in der Tschechischen Republik. Der Garten ist öffentlich zugänglich.
- Botanischer Garten, gegründet 1963, mit einer sehr umfangreichen Sammlung von Iris, Rosen, Pfingstrosen und Taglilien.
- Holských Kaskade  - sieben Seen angelegt zu Anfang des 18. Jahrhunderts
- Michovka Erdhügel - künstlich aufgeschütteter Hügel als Lärmschutz der benachbarten Autobahn

## Gemeindegliederung
Průhonice besteht aus den Ortsteilen Průhonice und Rozkoš.  Grundsiedlungseinheiten sind Hole, Komárov, Průhonice, Rozkoš und Za dálnicí.
Das Gemeindegebiet gliedert sich in die Katastralbezirke Průhonice und Hole u Průhonic.

## Persönlichkeiten
- Amadeo Silva-Tarouca (1898–1971), Philosoph